# Bob Snyder
Robert A. Snyder (Fremont, 6 febbraio 1913 – 4 gennaio 2001) è stato un allenatore di football americano e giocatore di football americano statunitense che ha giocato nel ruolo di quarterback nella National Football League (NFL). Al college giocò a football all'Università dell'Ohio.

## Carriera professionistica
Snyder iniziò la carriera nella seconda versione della American Football League nel 1936, dove giocò per i Pittsburgh Americans prima di passare alla NFL nell'anno successivo coi Cleveland Rams. Giocando come quarterback (oltre che come placekicker) per due stagioni, Snyder terminò la stagione 1938 con 631 yard passate, mettendo in mostra notevole velocità e mobilità.
Il 13 febbraio 1939, Snyder fu scambiato coi Chicago Bears e utilizzato come running back. Il 30 novembre fu colpito dall'improvvisa morte del figlio Robert Calvin all'età di due anni, saltando tutto il resto dell'annata. Quando tornò nella stagione successiva, Snyder giocò esclusivamente come quarterback (contribuendo anche come kicker) ma si trovò nella stessa squadra del quarterback futuro membro della Pro Football Hall of Fame Sid Luckman che ne limitò i minuti in campo. Coi Bears vinse due campionati consecutivi nel 1940 e 1941, stagione dopo la quale si ritirò per la prima volta. Nel 1942 occupò il posto di allenatore della University of Notre Dame, allenando due quarterback vincitori dell'Heisman Trophy come Angelo Bertelli e Johnny Lujack. Tornato coi Bears per un'ultima stagione nel 1943, vinse il suo terzo campionato NFL, segnando tutti i 12 field goal tentati quell'anno.

## Vittorie e premi
- Campione NFL: 3

Chicago Bears: 1940, 1941, 1943

## Statistiche
| Yard lanciate     | 1 728 |
| Touchdown         | 13    |
| Intercetti subiti | 24    |
| Passer rating     | 42,3  |